# Mercurialis leiocarpa
Mercurialis leiocarpa är en törelväxtart som beskrevs av Philipp Franz von Siebold och Joseph Gerhard Zuccarini. Mercurialis leiocarpa ingår i släktet binglar, och familjen törelväxter. Inga underarter finns listade i Catalogue of Life.